# Мир (кинотеатр, Нижний Новгород)
«Мир» — кинотеатр в Нижнем Новгороде, расположенный на площади имени И. И. Киселёва, у центрального входа в Автозаводский парк. Открыт в 1937 году.
Построенное по проекту Александра Гринберга здание кинотеатра является объектом культурного наследия Российской Федерации — памятником градостроительства и архитектуры.
Здание является одним из первых кинотеатров города, построенных в предвоенные годы и характерным памятником постконструктивизма.

## История
В 1934 году директор автозавода ГАЗ Сергей Дьяконов инициировал проведение конкурса на разработку проекта Дворца культуры при Автозаводском парке культуры и отдыха. К конкурсу привлекли ведущих архитекторов Советского Союза. К январю ведущие институты и архитектурные мастерские подготовили несколько проектов. В феврале проектные работы были выставлены для просмотра в клубе Соцгорода. Выставка стала одним из крупнейших культурных событий Автозавода в 1930-х годах: в первый день её посетили свыше двух тысяч человек.
Два проекта получили особое признание публики: выполненные архитектурными мастерскими Алексея Щусева и Александра Гринберга. Алексей Щусев предлагал возвести монументальное здание классического облика. В центре Дворца культуры должен был разместиться театр, а в выступающих крыльях — клуб и кинотеатр. 
Александр Гринберг предложил проект, отличавшийся оригинальными архитектурными решениями. Дворец культуры предполагалось разбить на три здания: киноконцертный зал, клуб и театр. Здания предполагалось разместить рядом друг с другом, в едином комплексе: киноконцертный зал (современный кинотеатр), далее, примерно на месте восточных ворот парка, двухэтажное здание клубы, и перпендикулярно к нему должен был размещаться театр с круглым парадным фасадом.
Проект Гринберга одержал победу в конкурсе. Большое значение в этом оказал тот факт, что проект позволял строить здания постепенно.
Строительство кинотеатра началось в 1936 году на центральной площади напротив первой линии каменных зданий Соцгорода. Гринберг заложил в облике здания идею единения советских людей разных профессий. Со стороны площади здание окаймляла колоннада, образовавшая обходную галерею. На парапете были установлены 11 скульптур — рабочий, колхозница, лётчик, спортсменка и другие. Скульптуры были выполнены скульпторами Надеждой Крандиевской и Львом Писаревским.
Торжественное открытие киноконцертного зала, приуроченное к 20-летию октябрьской революции, состоялось 5 ноября 1937 года.
С 1958 по 1962 год в здании работал музыкальный лекторий. В 1959 году в нём были впервые показаны широкоформатные киноленты. В 1962 году был открыт народный киноуниверситет. Название «Мир» кинотеатру присвоили в 1962 году, после открытия Дворца культуры ГАЗ, в духе времени: в то время велась борьба за мир во всём мире.
В 2002 году кинотеатр был капитально отремонтирован.